# Christian Döbereiner

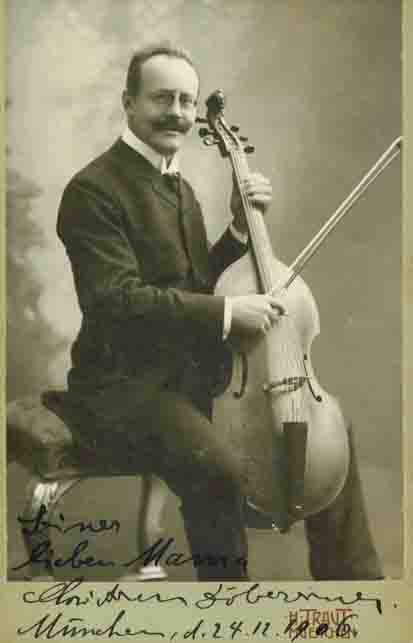
Christian Döbereiner 1906 mit einer Viola da Gamba von Joachim Tielke, Hamburg 1683 (H 21)

Christian Döbereiner (* 2. April 1874 in Wunsiedel; † 14. Januar 1961 in München) war ein deutscher Violoncellist, Gambist, Dirigent und Musikschriftsteller. Er zählt zu den bedeutendsten Pionieren der historischen Aufführungspraxis im frühen 20. Jahrhundert.

## Leben

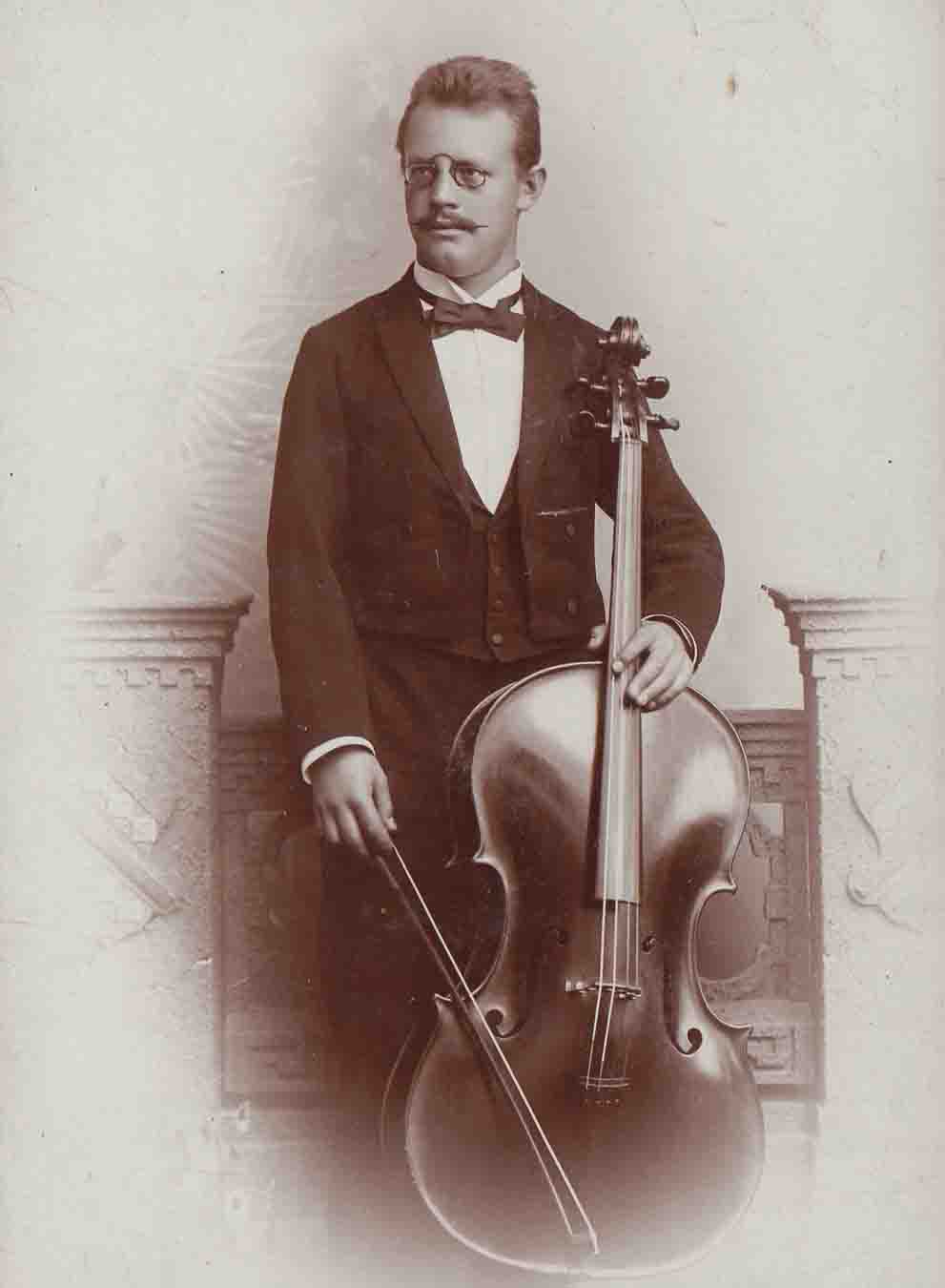
Döbereiner mit Cello (1893)

Christian Döbereiner wurde als Sohn des Stadtmusik-Direktors und Leiters der Stadtpfeiferei Johann Döbereiner am 2. April 1874 auf dem Turm der Stadtkirche in Wunsiedel geboren. Nach erster musikalischer Ausbildung bei seinem Vater wirkte er schon im Alter von 12 Jahren als Geiger und Trompeter in der örtlichen Stadtkapelle und bei der Turmmusik mit. An der Präparandenschule besuchte er den Unterricht für Harmonielehre und bekam erste Fertigkeiten im Orgelspiel durch den Organisten der Stadtkirche, Hauptlehrer Wunder vermittelt. 1889 bis 1895 studierte er an der Münchener Kgl. Akademie der Tonkunst Violoncello bei Josef Werner, Kontrapunkt und Komposition bei Josef Gabriel Rheinberger sowie Theorie bei Ludwig Thuille. Nachdem er 1895 ein Jahr im Kaimorchester und 1896 ein weiteres im Bayerischen Hoforchester tätig gewesen war, führte ihn sein Weg nach Griechenland, wo er im September 1897 als Professor für Violoncello, Klavier-Ensemble und Chorgesang an das Athener Konservatorium berufen wurde. Im Anschluss daran ging er 1898 für ein Jahr als stellvertretender Solocellist an die Hofkapelle nach Karlsruhe. Am 1. Januar 1899 kehrte er zurück nach München und wurde dort Kgl. Hofmusiker. 1908 folgte die Ernennung zum Kammermusiker. Von 1926 bis 1929 begleitete er auch im Münchner Hoforchester die Position des stellvertretenden Solocellisten. Döbereiner war bis 1939 als Musiker am Nationaltheater in München tätig. Döbereiner schrieb auch für die NS-Zeitschrift Musik im Kriege.
Am 24. Mai 1956 erhielt er das Bundesverdienstkreuz am Bande.
Er gab mehrere Lehrwerke heraus, darunter eine Cello- und eine Gambenschule. Als Verfasser zahlreicher wissenschaftlicher Beiträge in diversen Fachzeitschriften hat er sich auch theoretisch mit der Problematik historischer Aufführungspraxis auseinandergesetzt. Als ausübender Musiker und Dirigent war er bis zum Schluss aktiv.
Mit seiner Frau Anna Barbara geb. Schremmel, die er am 31. Dezember 1898 in St. Anna (München/Lehel) geheiratet hatte, und seinen drei Kindern lebte er bis zu seinem Tod in München in der Thierschstraße. Sein Grab befindet sich auf dem Münchener Ostfriedhof (Gräberfeld 66, Reihe 8, Nr. 6).
Döbereiner gilt als der Wiedererwecker der Gambe und des Barytons; zweier bis dato in Vergessenheit geratener historischer Streichinstrumente. Auf die Gambe wurde er in seinem Cellostudium durch seinen Lehrer Werner aufmerksam gemacht, der ein kostbares und kunstvoll mit Schildpatt, Elfenbein, Ebenholz und Silber ausgeschmücktes Exemplar des Hamburger Instrumentenbauers Joachim Tielke aus dem Jahr 1691 zu Studienzwecken mit in den Unterricht an der Königlichen Akademie der Tonkunst brachte. Dieses Instrument kam 1781 mit dem Kurfürsten Karl Theodor von Mannheim nach München und ging 1857 in den Besitz des Bayerischen Nationalmuseums über. Die Tielke-Gambe war ein primärer Auslöser für Christian Döbereiner, sich wieder mit der Viola da Gamba und der Alten Musik zu beschäftigen. Fortan widmete er einen Großteil seiner Zeit der intensiven Beschäftigung mit diesem Instrument und entwickelte sich dadurch zu einem angesehenen Spezialisten für die Gambe.

## Leistungen

### Deutsche Vereinigung für alte Musik
Eine der wichtigsten Institutionen für die gesamte, frühe Entwicklungsgeschichte der Wiederaufführung Alter Musik, war die Deutsche Vereinigung für alte Musik. Christian Döbereiner war als künstlerischer und musikalischer Leiter maßgeblich für den Erfolg dieses Ensembles verantwortlich. Die Vereinigung wurde 1905 von dem Juristen Ernst Bodenstein in München mit dem Vorhaben gegründet, das Publikum mit der Musik des 17. und 18. Jahrhunderts in ihrer originalen Gestalt, unter Verwendung der damals gebräuchlichen Instrumente, wie der Viola da gamba, der Viola d’amore oder des Cembalos bekannt und vertraut zu machen.
Die Besetzung in der Anfangszeit bestand aus Johanna Bodenstein (Sopran), Herma Studeny (Violine), Emilie Frey (Cembalo, Fortepiano), Ludwig Meister (Violine, Viola, Viola d’amore) und Christian Döbereiner (Viola da Gamba, Violoncello). Nach kurzer Zeit übernahm Elfriede Schunck den Part der Cembalistin. In einem zeitgenössischen Bericht über die Gruppe taucht noch der weitere Name: Marie von Stubenrauch auf. Das verwendete Instrumentarium setzte sich aus alten und neuen Instrumenten zusammen. Die Alten waren jedoch durch Umbaumaßnahmen mitunter erheblich in ihrem Originalitätsgrad beeinflusst. Zu den neuen Instrumenten gehörten unter anderem auch „stilechte Neukonstruktionen“ wie etwa Cembali des Münchener Klavierbauers Karl Maendler.

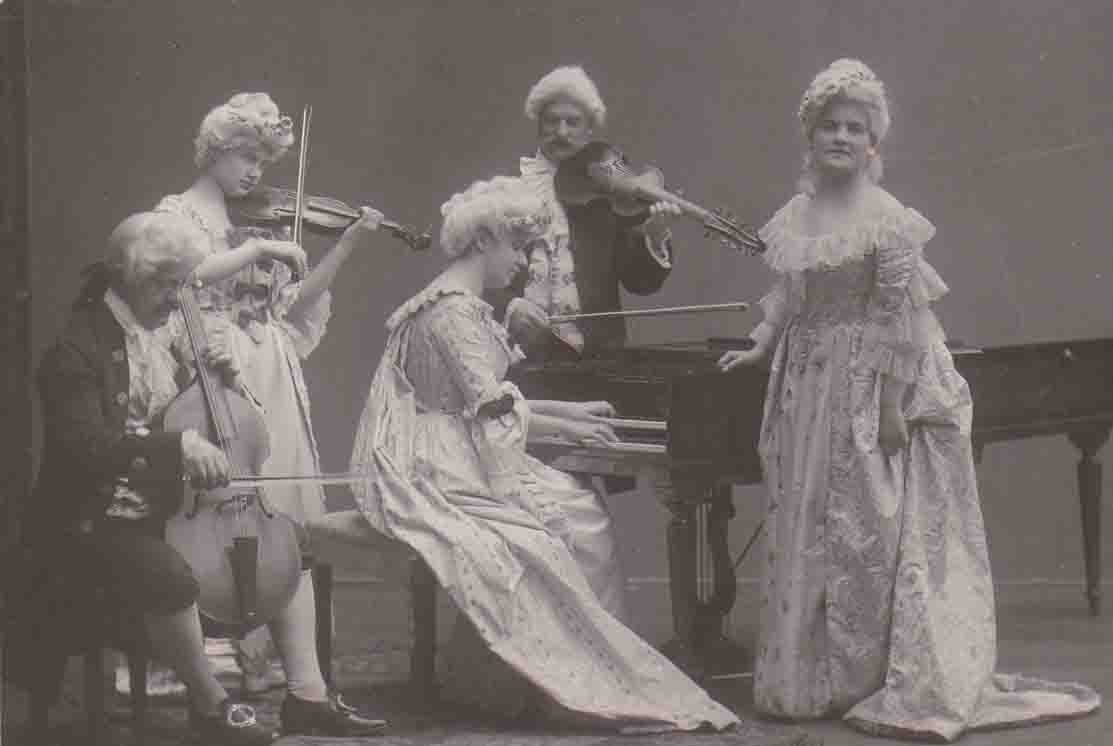
Die Deutsche Vereinigung für alte Musik in Rokoko Kostümen

Das erste Konzert der Vereinigung fand am 18. November 1905 im großen Saal der Gesellschaft Museum im Portia-Palais statt. Die Mitglieder spielten in Kostümen der Rokoko-Zeit. Dieses erste Konzert fand großen Beifall. Nach vielen weiteren erfolgreichen Konzerten in ganz Deutschland (Augsburg, Freiburg i. Br., Berlin, Dresden, Leipzig u. a.) sowie im benachbarten Ausland (Österreich, Schweiz oder Spanien) entstand daraus 1907 zusätzlich ein Münchner Orchester für alte Musik. Dieses gab insgesamt selten und nur in München Konzerte. Unter der Leitung von Akademieprofessor Bernhard Stavenhagen fanden die ersten Auftritte ebenfalls in kleiner Originalbesetzung am 3. Dezember 1906 sowie am 4. Januar und 3. März 1907 statt.
Mit Beginn des Ersten Weltkrieges löste sich die Deutsche Vereinigung für alte Musik auf.

### Weitere Ensembles
Nach dem Ende des Ersten Weltkrieges gab es für mehrere Jahre einen Verein zur Pflege alter Musik e. V., in dem weitestgehend dieselben Protagonisten aktiv waren.
Der in all diesen Gruppen äußerst engagierte, oft federführende Christian Döbereiner war aber auch die herausragende Figur bei weiteren Ensembles. Nach der Auflösung der Deutschen Vereinigung für alte Musik gründete er das Döbereiner Trio, auch Trio für Alte Musik oder Döbereiner Trio für Alte Musik genannt. Neben ihm selbst an der Gambe, musizierten dort noch Anton Huber (Violine, Viola d’amore) und Johannes Hobohm (Cembalo). Dennoch sind spätere Auftritte unter dem Namen Münchner Vereinigung für alte Kammermusik, Münchner Vereinigung für altklassische Musik oder Münchner Vereinigung für alte Musik belegt. Bei diesen Gelegenheiten musizierte Döbereiner in verschiedenen Besetzungen mit Li Stadelmann (Cembalo), Johannes Hobohm (Cembalo), Anton Huber (Violine und Viola d’amore), Karl Rittner (Violine) und Gustav Kaleve (Flöte).

### Aufführungen Alter Musik in München unter Döbereiners Leitung
Döbereiner betätigte sich auch in vielfältiger Weise selbst als Dirigent und Organisator von zahlreichen Veranstaltungen zur Alten Musik.
So sind in diesem Zusammenhang unter anderem Döbereiners Aufführungen der Brandenburgischen Konzerte von J. S. Bach zu nennen, die er in München nach einigen Einzelaufführungen ab 1924 insgesamt acht Mal als Zyklus und in „Originalbesetzung“ durchführte. Diese sind ebenso, wie das von ihm aufgeführten Konzerte in C-Dur für zwei und drei Cembali und das Konzert in a-moll für vier Cembali J. S. Bachs seiner Aussage nach „zum erstenmal seit Bachs Zeiten in der Klangvorstellung seines Schöpfers wiedergegeben“ worden. Ebenfalls zum ersten Mal führte er 1917 Antonio Vivaldis Konzert für vier Violinen (Concerto grosso op. 3 Nr. 10 in h-moll) und im Anschluss die Bearbeitung Bachs für vier Cembali auf. Eine Aufführung, bei der wirklich vier Cembali zum Einsatz kamen, war allerdings erst 1922 durch die Hilfe des Instrumentenbauers Karl Maendler möglich. Bei dem ersten Konzert 1917 wurden Konzertflügel verwendet, da in München zu dieser Zeit nicht so viele Cembali zur Verfügung standen. Die vier Cembalistinnen 1922 waren: Elfriede Schunck, Li Stadelmann, Gabriele von Lottner und Julia Menz. Mit der Pianistin und Cembalistin Li Stadelmann spielte Döbereiner zahlreiche weitere Auftritte. Mit ihr verband ihn eine langjährige freundschaftliche Verbindung.

### Mitwirkung bei weiteren Aufführungen Alter Musik in München
Durch Döbereiners Mitwirkung bei der ersten ungekürzten Aufführung der Matthäus-Passion von Johann Sebastian Bach unter Felix Mottl, am Palmsonntag, den 24. März 1907, wird die Gambe „zum ersten Mal seit Bachs Zeit“ in der Arie für Viola da Gamba und Bass Komm süßes Kreuz sowie im Tenor-Recitativ Mein Jesus schweigt zu falschen Lügen stille wieder verwendet. Neben der Viola da Gamba kamen noch weitere historische Instrumente zum Einsatz: Oboe da caccia (Josef Schunck und Michael Uffinger), Oboe d’amore (Karl Millé) sowie Flauto (Heinrich Scherrer).
Döbereiner wirkte auch als Cembalist bei der Aufführung von Georg Friedrich Händels Oratorium Israel in Ägypten durch die Konzertgesellschaft für Chorgesang am 2. April 1925 unter Hanns Rohr. 1936 trat er erstmals als Barytonspieler in Joseph Haydns Divertimento No. 113 für Baryton, Viola und Cello auf. Döbereiner war vermutlich der Erste, der das Baryton im 20. Jahrhundert wieder bei Aufführungen Alter Musik zum Einsatz brachte.

### Lehrfach Alte Instrumente und alte Kammermusik an der Akademie der Tonkunst
Eine weitere Initiative zur Pflege Alter Musik war nach einem einzelnen Gambenkurs an der Staatlichen Akademie der Tonkunst in München im Schuljahr 1920/1921, die Einführung des Unterrichts in alter Kammermusik im Schuljahr 1921/1922, der durch Christian Döbereiner initiiert wurde. Der fest in den Lehrplan aufgenommene Viola da Gamba-Kurs wurde zum Hauptfach und Döbereiner dadurch zu einem der ersten Dozenten für Alte Musik an einer deutschen Hochschule. Er war selbst Schüler der Akademie und zu dieser Zeit die führende Persönlichkeit in München, in Bezug auf die möglichst stilgetreue Aufführungspraxis Alter Musik. Die Lehrstelle für Viola da Gamba hatte er bis zum September 1924 inne. Zu seinen Schülern an der Akademie gehörten unter anderem Fritz Seiler, Christian Klug, Hans Knörl, Elisabeth Kluge oder Willi Schmid, der Gründer des Münchner Violen-Quintetts.
Dennoch regte der Gamba-Kurs dazu an, im Schuljahr 1921/1922 weitere Hauptfachkurse mit alten Instrumenten anzubieten: Einen Cembalo-Kurs übernahm Li Stadelmann, einen Viola d’amore-Kurs Anton Huber und einen Kurs für Oboe da caccia Karl Millé. In diesen Klassen war nicht nur das Erlernen von Spieltechniken der in Vergessenheit geratenen Instrumente möglich; auch das Verzierungswesen alter Musik gehörte zum Unterrichtsprogramm, um weiterführende Kenntnisse zur historischen Aufführungspraxis zu vermitteln.
Noch 1952 hielt Döbereiner Gastvorlesungen über Aufführungspraxis Alter Musik und Verzierungen an der Hochschule für Musik in München.

### Münchner Bachfeste und Münchner Bach-Verein
Am 20. September 1925 veranstaltete Christian Döbereiner das Erste Münchener Bachfest, bei dem er auch als Leiter fungierte. Das bereits genannte Violinenkonzert Vivaldis, die Bachsche Bearbeitung desselben, die Brandenburgischen Konzerte sowie diverse andere Werke Bachs und seiner Zeitgenossen kamen dort ebenfalls zu Gehör. Ein Höhepunkt war sicher die Premiere der Wiederaufführung des Actus tragicus von J. S. Bach mit zwei Blockflöten. Die Blockflötenparts wurden von den Münchner Bildhauern Heinrich Düll und Georg Pezold übernommen. Sie waren Mitglieder der Bogenhauser Künstlerkapelle – einem Münchener Amateurensemble, das schon seit den 1880er Jahren fast ausschließlich mit originalen Holzblasinstrumenten aus dem 17. bis 20. Jahrhundert musizierte. Das Ensemble brachte weiterhin noch die Lustige Feldmusik von Johann Philipp Krieger. Die Teilnahme der Flöten wurde in zahlreichen Presseartikeln gerühmt. Dieses Bachfest war allein Döbereiners Werk. Es handelte sich nicht um eine offizielle Veranstaltung der Neuen Bachgesellschaft Leipzig. Erst zwei Jahre später wurde dann auf seine Initiative hin das 15. deutsche Bachfest der Neuen Bachgesellschaft offiziell in München abgehalten. Während das erste Fest 1925 ausschließlich der historischen Aufführungspraxis gewidmet war, wurde diese beim zweiten 1927 den zeitgenössischen Interpretationen gegenübergestellt. 1928 würde ihm auch die Leitung des Nürnberger Bach-Festes übertragen.
1934 trat Christian Döbereiner in die Vorstandschaft des Münchner Bach-Vereins ein. Dieser ging 1918 aus der im Jahr 1910 von dem Komponisten und Theorielehrer Alfred Stern gegründeten Bach-Vereinigung hervor. Ludwig Landshoff, der sich in München ebenfalls, oft zusammen mit Döbereiner, um historische Aufführungspraxis bemühte, hatte dort als erster Dirigent über 10 Jahre die Leitung.
1934 änderte der Bachverein, vermutlich auf Betreiben von Paul Ehlers, seine Satzung und wurde dem Kampfbund für deutsche Kultur, Landesleitung Südbayern und Oberpfalz angegliedert. Ehlers war zu dieser Zeit Landesleiter des Kampfbundes und Vorsitzender des Bachvereins. Döbereiner übernahm noch im selben Jahr von Carl Orff, der nach anfänglicher gemeinsamer Dirigententätigkeit den Bachverein Ende des Jahres 1934 verließ, die Leitung des Kammermusikensembles. Dieses Amt hatte er für zehn Jahre inne.
Beim Sommerfest des Bachvereins vom 15. bis 18. Juli 1934 im Münchner Schloss Nymphenburg kamen unter Döbereiners Leitung Aufführungen von J. S. Bachs Kantate Lasst uns sorgen, lasst uns wachen und der Kantate Schweigt stille, plaudert nicht in szenischer Form zustande. Die eben genannten Stücke kamen in gleicher Form auch auf dem Münchner Bachfest 1935 zur Aufführung.
Döbereiner hatte vor allem in seiner Zeit als Dirigent des Münchner Bachvereins die Leitung bei zahlreichen Veranstaltungen im Rahmen der NS-Kulturpolitik, wie etwa bei der Johann-Sebastian-Bach-Feier 1934, dem Münchner Bachfest 1935 und vielen weiteren, parteinahen Konzertveranstaltungen.

## Historische Aufführungspraxis
Christian Döbereiner gehört zu den bedeutendsten und auch beharrlichsten Vertretern der historischen Aufführungspraxis im frühen 20. Jahrhundert. Ihm sind zahlreiche Aufführungen Alter Musik zu verdanken, bei denen die dafür vorgesehenen alte Instrumente mitunter zum ersten Mal überhaupt für diese Stücke wieder verwendet wurden. Sein Engagement ist der Grundstein für viele weitere Versuche und Bemühungen auf dem Gebiet der historischen Aufführungspraxis.
Dennoch muss sein Vorgehen gerade wegen seines so beständig proklamierten Aufrufs zur „Wahrung des musikalischen Zeitstils“ durch Aufführung „in originaler Besetzung“ und vor allem unter Verwendung der „Originalinstrumente“ genauer betrachtet und letztlich auch Kritik an seiner Inkonsequenz in Bezug auf manche Details geübt werden.
Laut Dieter Gutknecht ist „der Originalitätsgrad der Instrumente eher gering zu veranschlagen“. Die bei der Vereinigung, aber auch von Döbereiner bei seinen eigenen Veranstaltungen benützten Cembali waren meist von Karl Maendler. Dieser stellte sein erstes Cembalo im Jahr 1907 fertig. Während er sich mit diesem und den folgenden Instrumenten an historischen Vorbildern orientierte, trat er zu Beginn der 1920er Jahre mit neuartig anmutenden Produktionen, die als „Bachklaviere“ bezeichnet wurden, an die Öffentlichkeit. Auch diese „Neukonstruktionen“ wurden bei Döbereiners Veranstaltungen, zum Beispiel dem Münchner Bachfest 1925 verwendet.
In Bezug auf die „Originalität“ der Instrumente, vor allem der von ihm gespielten Gambe, akzeptierte und verteidigte Döbereiner ungewöhnlicherweise eindeutige Zugeständnisse. So spielte er zum Beispiel die Viola da Gamba, die als historisches Instrument eigentlich mit Bünden versehen ist, ohne Bünde. Er erklärt diese Tatsache folgendermaßen:

„„Gründliches Studium der alten Spielweise gibt mir als Kenner und Könner Recht und Pflicht, in manchen spieltechnischen Einzelheiten von der früher üblichen Art abzuweichen. […] Diese neue Technik entwickelt sich ganz natürlich aus der alten Spielweise und wird damit dem Wesen der alten Violenmusik vollkommen gerecht.““

Andernorts schreibt er, dass die Bünde „zum Wesentlichsten der Laute und nicht zum Wesentlichsten der Gambe“ gehören würden.
In Bezug auf die oft fälschlicherweise behauptete, gleiche Familienzugehörigkeit der Violen und Violinen, betont er hingegen in seiner Gambenschule ausdrücklich, dass diese Ansicht „als typisch der damals herrschenden unrichtigen Anschauung [entsprang], es sei das Violoncello aus der Viola da Gamba hervorgegangen und stelle eine Verbesserung und Vervollkommnung dieses Instruments dar.“
Er zählte die Gambe demnach zwar nicht zur Violinenfamilie, agierte aber im Prinzip durch das Weglassen der Bünde exakt in diese Richtung. Er modifizierte damit einen der wichtigsten Unterschiede, die eine Trennung der Instrumentenfamilien ausmachen. Seiner Meinung nach waren die Bünde „lediglich primitive, handwerkliche Hilfsmittel ihrer Zeit, die bei Fortentwicklung der Spieltechnik im Laufe des 18. Jahrhunderts von den Streichinstrumenten verschwanden.“
Zudem führt er an: „Karl Friedrich Abel spielte bereits ohne Bünde“ wie es auf einer Abbildung in seiner Schule zu sehen sein soll. Er verkannte die Notwendigkeit der Bünde für die charakteristische Tongebung der Gambe ebenso, wie er wohl auch die Bedeutung der für die Balance des Bogenstrichs so entscheidenden Untergriff-Haltung unterschätzte.
Döbereiner schreibt dazu zusammenfassend:

„„Die Fragestellung, ob mit Bünden oder ohne Bünde, ob mit Ober- oder Untergriffbogenhaltung zu spielen sei, ist keine künstlerische, als vielmehr eine solche der Zweckmäßigkeit. Äußerliche Hilfsmittel bestimmen niemals das Wesentliche des Gambenspiels. Wesentlich ist: eine lebendige geistige Wiedergabe der alten Gambenmusik unter gebotener Wahrung aller stilistischen Gesetze und sonstiger Imponderabilien mit Hilfe des im Klange neu entstehenden Tonwerkzeugs. Dabei darf Beharren nicht zum Erstarren führen. ‚Es gibt in der Kunst keine Regel, die nicht durch eine höhere aufgehoben werden könnte’, sagt Beethoven, und in der Entwicklung der Kunst hat den Vortritt vor der Theorie die Praxis.““

Seine Aktivitäten im Namen der historischen Treue müssen also auch wegen derartiger Aussagen mit einem durchaus kritischen Blick betrachtet werden. Ein besonders bezeichnendes Beispiel dafür stellt auch sein Kommentar auf einen Abschnitt über die Bünde-Frage in einer wissenschaftlichen Schrift über Die Viola da Gamba dar. In dieser Schrift werde „dahin polemisiert, daß die Bünde auf die Klangeigenart der Gambe einen wesentlichen Einfluss ausüben. (Vergessen wurde wohl hinzuzufügen, zur Wahrung der ‚unverfälschten, alten’ Spielweise habe der Gambist auch noch im Kostüm der Barockzeit mit Allongeperücke zu spielen.).“ Paradoxerweise hat Döbereiner selbst des Öfteren im Rokokokostüm gespielt, wie es Fotos und Konzertberichte beweisen.
In der grundsätzlichen Besetzungsfrage dürfte Döbereiner zwar zumeist darauf bedacht gewesen sein, die Originalvorgaben möglichst einzuhalten. Dies wird von ihm oft betont und vor allem im Vergleich zu der zeitgleich agierenden Pariser Gruppe Société des instruments anciens von Henri Casadesus immer wieder als bedeutender Unterschied hervorgehoben. Zahlreiche Presseberichte bestätigen und loben diese Tatsache. Dennoch gibt es, dem aktuellen Forschungsstand nach, bis auf die Erwähnung der Blockflöten beim Bachfest 1925, keine expliziten Hinweise darauf, dass bei Konzerten zum Beispiel auch weitere historische Blasinstrumente, wie etwa Trompeten, Hörner oder gar Doppelrohrblattinstrumente zum Einsatz kamen. Es ist also davon auszugehen, dass moderne Instrumente verwendet wurden.
Ferner bleibt zu untersuchen, inwiefern das bei den Aufführungen Döbereiners verwendete Notenmaterial von den Originalkompositionen abweicht. Giuseppe Tartinis Gambenkonzert etwa transponierte er für die Aufführungen von der ursprünglichen Tonart D-Dur nach G-Dur.
Christian Döbereiner muss dennoch als einer der tatkräftigsten Protagonisten und vor allem als Pionier der historischen Aufführungspraxis, nicht nur für den Münchner Raum, gesehen werden. Sein sehr frühes, gehaltvolles Wirken auf diesem Gebiet ist – trotz der Unzulänglichkeiten und Widersprüche – von enormem Wert für die heutige Aufführungspraxis Alter Musik, da die Aufführungsversuche mit originalen Instrumenten beziehungsweise Reproduktionen zu dieser Zeit mit Sicherheit noch eine absolute Seltenheit darstellten. Für Aufführungen Alter Musik in kleiner Besetzung und mit Originalinstrumentarium gab es bis dato im Prinzip weder einen umfassenden wissenschaftlichen Forschungsstand, noch ein fachlich umfassend informiertes Publikum. Zudem war das Musikleben des beginnenden 20. Jahrhunderts nach wie vor von einer spätromantischen Ästhetik monumentaler Klanggewalt beherrscht.
Bei vielen anderen zeitgenössischen Ensembles, wie etwa der Pariser Société, spielte oft die bloße Kuriosität und Exotik der alten Instrumente eine größere Rolle, als das Interesse an den damit geschaffenen Möglichkeiten eines Rekonstruktionsversuchs Alter Musik. Dieses Bestreben war bei Christian Döbereiner zweifelsohne vorhanden. Seine Bemühungen müssen im Kontext der damaligen Umstände gesehen werden und dürfen nicht nach den Maßstäben heutiger Möglichkeiten beurteilt werden. Sein Verdienst war es, alte Instrumente als solche (der bautechnischen Zustand ist in diesem Fall zweitrangig), entgegen der damals vorherrschenden Ästhetik, überhaupt wieder in das kollektive Gedächtnis der Musikpraxis zu rufen und zu reintegrieren und die initiale Überzeugungsarbeit für eine Rückkehr zu einer kleiner dimensionierten Aufführungspraxis Alter Musik zu leisten.

## Werke (Auswahl)
Döbereiner hat zwei Instrumentalpädagogische Lehrwerke (Schule für Violoncello und Schule für Viola da Gamba) sowie zahlreiche Artikel und Beiträge zur Alten Musik in Zeitungen und wissenschaftlichen Zeitschriften verfasst. Darüber hinaus hat er sich auch als Komponist und Bearbeiter betätigt. Seine Kompositionen liegen weitestgehend nur im Manuskript vor. Eine Vielzahl seiner Bearbeitungen ist jedoch veröffentlicht und noch heute bei den jeweiligen Verlagen erhältlich.

### Kompositionen
- Bourré D-Dur für Viola da Gamba (und Cembalo oder 2 Viole da Gamba).
- Cellokonzert für Violoncello und Klavier.
- Der Wanderer in der Sägemühle. Komposition für Bariton-Solo und Männerchor.
- Die Rose, die Lilie, die Taube, die Sonne. Lied von Heine, für Singstimme mit Klavierbegleitung.
- Die Wahrheit, sie besteht in Ewigkeit. Komposition für Männerchor.
- Festmarsch für großes Orchester.
- Menuett D-Dur für Viola da Gamba und Cembalo.
- Menuett D-Dur, Trio G-Dur und Bourré d-moll für Viola da Gamba und Klavier.

### Bearbeitungen

#### Konzerte
- Bach, Johann Christian: Konzert Es-Dur op. 7, Nr. 5 für Cembalo (oder Klavier), 2 Violinen und Violoncello, Peters, Leipzig 1927.
- Bach, Johann Christian: Konzert B-Dur, op. 13, Nr. 4 für Cembalo (Klavier), 2 Violinen, Violoncello und Bass, hrsg. v. Christian Döbereiner und Ludwig Landshoff, Peters, Leipzig 1933.
- Bach, Johann Christian: Konzert D-Dur, op. 13, Nr. 2 für Cembalo (Klavier), 2 Violinen, Bass (Violoncello/Kontrabass), 2 Flöten, 2 Oboen und 2 Hörner (ad lib.), hrsg. v. Christian Döbereiner und Ludwig Landshoff, Peters, Leipzig 1933.
- Ditters von Dittersdorf, Karl: Konzert A-Dur, für Cembalo und Streichorchester, Nagels Musikverlag.
- Telemann, Georg Philip: Konzert E-Dur für Violine, Viola da Gamba (Violoncello) und Cembalo, Peters, Leipzig 1927.

#### Für Violoncello und Klavier
- Boccherini, Luigi: Rondo aus dem Quintett in C-Dur op. 37 für 2 Violinen, 2 Celli und Viola, Dennerlein, Nürnberg 1912.
- Tartini, Giuseppe: Grave aus dem Concerto per viola da gamba, Dennerlein, Nürnberg 1912.

#### Für Viola da Gamba (oder Viola d’amore) und Basso Continuo
- Abel, Karl Friedrich: Sonate e-moll, Schott, Mainz 1928 (Cello-Bibliothek Nr. 68).
- Hammer, Franz Xaver: Sonate Nr. 5 D-Dur, Schott, Mainz 1935 (Cello-Bibliothek Nr. 80).
- Kühnel, August: Sonate Nr. 7 G-Dur, Schott, Mainz 1928 (Cello-Bibliothek Nr. 69).
- Kühnel, August: Sonate Nr. 8 A-Dur, Schott, Mainz 1931 (Cello-Bibliothek).
- Kühnel, August: Sonate Nr. 9 D-Dur, Schott, Mainz 1928 (Cello-Bibliothek Nr. 70).
- Marais, Marin: Suite und „Couplets des Folies d’Espagne“, Schott, Mainz 1933 (Cello-Bibliothek Nr. 79).
- Marais, Marin: Suite in d-moll, aus den "Pièces de viole avec la basse continue", Neuausgabe für Viola da Gamba oder Violoncello und Cembalo oder Klavier, Schott, Mainz 1934 (Antiqua).
- Ortitz, Diego: Recercada Nr. 2, Verzierungen über den Sopran des Chansons „Doulce memoire“ von Sandrin, Ausgabe für Viola da Gamba u. Cembalo, Schott, Mainz 1936 (Antiqua).
- Simpson, Christopher: „The Division-Violist“, daraus: Variationen über zwei Bassthemen, Schott, Mainz 1936.
- Stamitz, Carl: Sonate für Viola d’amore, Schott No. 1540, Mainz 1931.

#### Trios mit Basso Continuo
- Bach, Johann Sebastian: Trio-Sonate C-Dur (BWV 1037) für 2 Violinen und Basso Continuo, Violoncello (Viola da gamba) ad lib., Schott, Mainz 1938 (früher Johann Sebastian Bach zugeschrieben. Komponist ist aber lt. BWV Ausg. 1990 wahrscheinlich Johann Gottlieb Goldberg)
- Buxtehude, Dietrich: Sonate D-Dur für Violine, Gambe und Basso Continuo, Breitkopf & Härtel, 1926 (Collegium Musicum Nr. 53).
- Buxtehude, Dietrich: Sonate Nr. 6 E-Dur, op. 2, für Violine, Gambe und Basso Continuo, Nagel, Hannover 1935 (Nagels Musikarchiv Nr. 117).
- Buxtehude, Dietrich: Trio-Sonate a-moll op. 1, Nr. 3 für Violine, Gambe und Basso Continuo, Schott, Mainz 1929.
- Leclair, Jean Marie: Trio-Sonate VII aus op. 2, D-Dur für Violine oder Flöte, Viola da Gamba (oder Violoncello) u. Cembalo (oder Klavier), Schott, Mainz 1929.
- Leclair, Jean Marie: Trio-Sonate VIII aus op. 2, D-Dur für Violine oder Flöte, Viola da Gamba (oder Violoncello) u. Cembalo (oder Klavier), Schott, Mainz 1934 (Antiqua).
- Lotti, Antonio: Sonate für Flöte, Viola da Gamba und Basso Continuo (Cembalo), Zimmermann, Leipzig 1928.
- Stamitz, Johann: Orchester-Trio Nr. 1 C-Dur, Schott, Mainz 1937.
- Stamitz, Johann: Orchester-Trio Nr. 5 B-Dur für 2 Violinen und Violoncello mit Kontrabass; Viola und Cembalo (Klavier) ad lib., Edition Schott, Mainz 1937.

#### Streichtrios
- Haydn, Joseph: Divertimento C-Dur, Nr. 109, Schott, Mainz 1939.
- Haydn, Joseph: Divertimento D-Dur, Nr. 113, für Baryton (oder Viola da Gamba), Viola und Violoncello, Schott, Mainz 1939.

#### Sonaten à 4
- Reincken, Johann Adam: Sonata VI aus „Hortus musicus“ (1688) für 2 Violinen, Viola da Gamba und Basso Continuo, Breitkopf & Härtel 1952 (Collegium musicum).
- Telemann, Georg Philip: Sonata à 4, per flauto traverso, due viole di gamba et cembalo, Schott, Mainz 1930 (Antiqua).

### Monographische Schriften und Aufsätze
- 50 Jahre Alte Musik in München. Eine Denkschrift zur Wiedererweckung alter Musik. München 1955.
- Bemerkungen über Verzierungen Alter Musik. In: Neue Zeitschrift für Musik. 101. Jg., Heft 4 (April 1934), S. 383–387.
- Bemerkungen zu Antonio Vivaldis Concerto für vier Violinen und Joh. Seb. Bachs Konzert für vier Cembali. In: Neue Zeitschrift für Musik. 111. Jg., Heft 6 (1950), S. 305–309.
- Es wird zu hoch eingestimmt! Ein Mahnruf von Christian Döbereiner, München. In: Zeitschrift für Musik. 115. Jg., Heft 7 (1954), S. 398–402.
- Meine Gambenschule. In: Der Weihergarten. Nr. 2 (Februar 1931), S. 14–15 (= Beilage zu Melos. Zeitschrift für Musik, 10. Jg., Heft 2, Februar 1931).
- Schule für die Viola da Gamba. Schott, Mainz 1936.
- Über die Ausführung der punktierten Noten im Fünften Brandenburgischen Concert J. S. Bachs. In: Musik im Kriege. 1. Jg., Heft 11/12 (Februar/März 1944), S. 215–217.
- Über die verschiedenen Stimmungen. Ein Beitrag zur Frage der Normalstimmung. In: Neue Zeitschrift für Musik. 105. Jg., Heft 3 (März 1938), S. 250–253.
- Über die Viola da Gamba und ihre Verwendung bei Joh. Seb. Bach. In: Rheinische Musik- und Theaterzeitung. XIV Jg., Nr. 37/38 (13. September 1913), S. 505–507.
- Über die Viola da Gamba und ihre Verwendung bei Joh. Seb. Bach. In: Rheinische Musik- und Theaterzeitung. XIV Jg., Nr. 40 (4. Oktober 1913), S. 538–540.
- Über die Viola da Gamba und ihre Verwendung bei Joh. Seb. Bach. In: Bach-Jahrbuch 1911. hrsg. v. d. Neuen Bachgesellschaft, Leipzig 1912, S. 75–85.
- Über die Viola da Gamba und die Wiederbelebung alter Musik auf alten Instrumenten. In: Zeitschrift für Musik. 107. Jg., Heft 10 (Oktober 1940), S. 602–606.
- Violoncell-Schule. Dennerlein, München 1910.
- Zur Renaissance Alter Musik. Berlin-Halensee / Wunsiedel-Ofr. 1950 (Hesses Handbücher der Musik Band 101).

### Beiträge in Programmheften
- Die Wiedererweckung alter Musik auf alten Instrumenten…. In: Programmheft zur Festlichen Musik des Münchner Bach-Vereins im Konzertsaal Bayerischer Hof: „Von Johann Sebastian Bach zu Wolfgang Amadeus Mozart“, am 14. und 16. Oktober 1936, S. 7–11.
- Einführung. In: Bach-Fest-Buch zum Bach-Fest veranstaltet von der Stadt Nürnberg vom 13. mit 15. Juli 1928, S. 38–39.
- Erläuterungen zum Musikalischen Opfer. In: Programm zum Münchner Bach Fest vom 13. bis 18. Juni 1950, S. 28–30.
- Über Johann-Sebastian Bachs Brandenburgische Konzerte. In: Programmheft zur Johann-Sebastian-Bach-Feier vom 11. bis 15. April 1934 in München, S. 4–8.
- Über Joh. Seb. Bach’s Brandenburgische Konzerte. In: Programmheft zum Jubiläumskonzert anlässlich des 25jähr. Wirkens als Wiedererwecker des Gambenspiels und alter Tonkunst von Christian Döbereiner im „Bayer. Hof“ am Mittwoch, 3. Dezember 1930, S. 3–4.
- Zu den zur Aufführung gelangenden Werken des Bach-Festes. In: Fest- und Programmbuch zum Bach-Fest in München vom 19. mit 21. September 1925 als Gedenkfeier des 175. Todestages des Meisters, S. 15–20.
- Zur Einführung. In: Programmbuch zum 45. Zyklus der Harms’ Kammer -Konzerte am 7., 9. und 11. Juli 1924 in Freiburg i. Br., S. 2–9.
- Zur Einführung. Über alte Musik-Instrumente. In: Programmbuch zu den beiden Bachabenden am 10. September 1924 im Bayerischen Hof und am 12. September 1924 im Odeon, S. 6–9 (Abdruck aus den Münchner Neuesten Nachrichten vom 7. September 1924).
- Zur Einführung. Über die Brandenburgische Konzerte Joh. Seb. Bach’s. In: Programmbuch zu den beiden Bachabenden am 10. September 1924 im Bayerischen Hof und am 12. September 1924 im Odeon, S. 4–6.
- [Informationstext ohne Titel]. In: Programm zum 2. Festkonzert des Festsommers München: „Höfische Festmusik im Schloß Schleißheim“ am 3. August 1938.
- [Informationstext ohne Titel]. In: Programm zur Dietrich Buxtehude-Feier am 2. November 1937 im Herkulessaal der Residenz.
- [Informationstext ohne Titel]. In: Programm zum Konzert des Bach-Vereins: Georg Friedrich Händel in Rom am 12. November 1939.
- [Informationstext ohne Titel]. In: Programm zum Konzert des Bach-Vereins: Joseph Haydn am Hofe des Fürsten Nicolaus Esterházy am 4. Dezember 1951.
- [Informationstext ohne Titel]. In: Programm zum Konzert des Bayerischen Volksbildungsverbandes zum 80. Geburtstag von Christian Döbereiner: Musik am Hof der Kurfürsten von Bayern am 3. April 1954.
- [Informationstext ohne Titel]. In: Programm zum Konzert des Nürnberger Madrigalchors und Kammerorchesters: VII. Deutsch-Italienisches Konzert: Georg Friedrich Händel in Rom am 16. April 1940.
- [Informationstext ohne Titel]. In: Programm zum Konzert des Nürnberger Madrigalchors und des Mozartvereins e. V. 1829: Meister um den jungen Mozart am 11. Januar 1942.

### Lexikonartikel
- Döbereiner, Christian. In: Brockhaus Riemann Musiklexikon. Bd. 1, hrsg. v. Carl Dahlhaus und Hans Heinrich Eggebrecht, Mainz/Wiesbaden. 1978, S. 329.
- Döbereiner, Christian. In: Marc Honegger, Günther Massenkeil (Hrsg.): Das große Lexikon der Musik. Band 2: C – Elmendorff. Herder, Freiburg im Breisgau u. a. 1979, ISBN 3-451-18052-9, S. 329.
- Döbereiner, Christian. In: Das neue Musiklexikon. Nach dem Dictionary of modern music and musicians. Hrsg. v. A. Eaglefield-Hull, übersetzt von Alfred Einstein, Berlin 1926, S. 153.
- Döbereiner, Christian. In: Deutsche Biographische Enzyklopädie der Musik. Bd. 1, bearbeitet von Bruno Jahn, München 2003, S. 167.
- Döbereiner, Christian. In: Deutsche Tonkünstler und Musiker in Wort und Bild. 2. Ausgabe, hrsg. v. Friedrich Jansa, Leipzig 1911, S. 115.
- Döbereiner, Christian. In: Diccionario de la música labor. Hrsg. von Joaquín Pena und Higinio Anglés, Barcelona u. a. 1954, S. 742–743.
- Döbereiner, Christian. In: Die Musik in Geschichte und Gegenwart. Bd. 3, hrsg. v. Friedrich Blume, Kassel/Basel 1954, Sp. 619–620 (Autor: Christian Döbereiner).
- Döbereiner, Cristiano. In: Dizionario universale dei musicisti. Bd. 1, hrsg. v. Carlo Schmidl, Mailand 1938, S. 452.
- Döbereiner, Christian. In: Handbuch deutsche Musiker. 1933–1945. Hrsg. v. Fred Prieberg CD-ROM, Selbstverlag 2004, S. 8256.
- Döbereiner, Christian. In: Hugo Riemanns Musiklexikon. Bd. 1, elfte Auflage. bearbeitet von Alfred Einstein, Berlin 1929, S. 411.
- Döbereiner, Christian. In: Kürschners deutscher Musiker-Kalender 1954. Zweite Auflage. des Musiker-Lexikons, hrsg. v. Hedwig und Erich Hermann Mueller von Asow, Berlin 1954, Sp. 207–208.

### Monographien und Aufsätze
- Akademie der Tonkunst München (Hrsg.): Siebenundvierzigster Jahresbericht der Akademie der Tonkunst in München. München 1921.
- Akademie der Tonkunst München (Hrsg.): Achtundvierzigster Jahresbericht der Akademie der Tonkunst in München. München 1922.
- Berrsche, Alexander: Trösterin Musica. Gesammelte Aufsätze und Kritiken. München 1942.
- Bodenstein, Ernst: Deutsche Vereinigung für alte Musik. München 1906 (Broschüre).
- Grill, Tobias: Christian Döbereiner und die Alte Musik in München. In: Literatur in Bayern, hrsg. v. Dietz-Rüdiger Moser und Carolin Raffelsbauer, 24. Jg., Nr. 94, München (Dezember 2008).
- Grill, Tobias: Die Rezeption der Alten Musik in München zwischen ca. 1880 und 1930. München 2007 (LMU-Publikationen, Geschichts- und Kunstwissenschaften Nr. 26, hrsg. v. Günter Heischmann, Hubertus Kohle und Winfried Schulze) (PDF 12 MB).
- Gutknecht, Dieter: Studien zur Geschichte der Aufführungspraxis Alter Musik. Ein Überblick von Beginn des 19. Jahrhunderts bis zum Zweiten Weltkrieg. Erweiterte und überarbeitete zweite Auflage. Köln 1997.
- Istel, Edgar: Musikbericht München. In: Zeitschrift der Internationalen Musik-Gesellschaft, 7. Jg., Heft 3 (1905), S. 105–107.
- Michael H. Kater: Composers of the Nazi Era. Eight Portraits. New York 2000.
- Ketterer, Ralf: Der Instrumentenbauer Karl Maendler und die Weiterentwicklung des „Bachklaviers“. In: Monatsanzeiger. Museen und Ausstellungen in Nürnberg, Nr. 263, Februar 2003, hrsg. v. G. Ulrich Großmann und dem Bayerischen Nationalmuseum, S. 6–7 (PDF 160 kB).
- Moser, Dietz-Rüdiger: Bach in Bayern. Beiträge zu einer Geschichte der Rezeption Johann Sebastian Bachs im oberdeutschen Raum. München 2000 (Begleitband zur Ausstellung „Bach in Bayern“ des Instituts für Bayerische Literaturgeschichte der LMU München und der Stadtsparkasse München).
- Münchner Bach-Verein e. V. (Hrsg.): Programmheft zum Münchner Bach-Fest zum 250. Geburtstag des Meisters vom 4. bis 18. April 1935.
- Münchner Bach-Verein e. V. (Hrsg.): Programmheft zum Sommerfest des Münchner Bach-Verein e. V. vom 15. bis 18. Juli 1934.
- Münchner Bach-Verein e. V. (Hrsg.): Programmheft zur Johann-Sebastian-Bach-Feier in München vom 11. bis 15. April 1934.
- Richter, Klaus Peter: Das Werk im Banne seiner Aufführungsgeschichte. J. S. Bach in München. In: Festschrift zum 65. Bachfest der Neuen Bachgesellschaft Leipzig, hrsg. v. Neue Bachgesellschaft Leipzig, Tutzing 1990, S. 57–70.
- Richter, Klaus Peter: Felix Mottls Bearbeitung der Kantate „Bleib bei uns, denn es will Abend werden“, BWV 6, von J. S. Bach und ihre Aufführungsgeschichte. In: Johann Sebastian Bach und der süddeutsche Raum. Aspekte der Wirkungsgeschichte Bachs. Symposium des 65. Bachfestes der Neuen Bachgesellschaft München 1990, hrsg. v. Hans-Joachim Schulze und Christoph Wolff, Regensburg 1991 (Schriftenreihe der Hochschule für Musik in München, Bd. 12), S. 103–108.
- Schmitz, Eugen: Die „Deutsche Vereinigung für alte Musik“. In: Musikalisches Wochenblatt, 37. Jg., Nr. 49 (1906), S. 907.
- Schmitz, Eugen: Die „Deutsche Vereinigung für alte Musik“ in München. In: Signale für die musikalische Welt, 63. Jg. (1905), S. 1298–1301.
- Seidel, Klaus-Jürgen: Zwischen Tradition, Aufbruch und Gleichschaltung: München und die Akademie der Tonkunst 1914 bis 1933. In: Geschichte der Hochschule für Musik und Theater München von den Anfängen bis 1945, hrsg. v. Stephan Schmitt, Tutzing 2005 (Musikwissenschaftliche Schriften der Hochschule für Musik und Theater München, Bd. 1), S. 207–312.